# Pyšolec
Pyšolec je zřícenina hradu na stejnojmenném kopci nad vyrovnávací nádrží Vír II pod Vírem v okrese Žďár nad Sázavou v Kraji Vysočina. Je chráněna jako kulturní památka. Od roku 2021 se hrad nachází na území přírodní rezervace Pyšolec.
Hrad byl založen patrně pány z Perštejna ve třináctém nebo čtrnáctém století. Na začátku druhé poloviny čtrnáctého století Pernštejnové hrad prodali, ale krátce poté jej získali zpět, aby ho vzápětí vyměnili za jiná panství. Už na začátku patnáctého století se pokusili pyšolecké panství opětovně získat, ale to se jim podařilo až roku 1446. Brzy poté byl hrad opuštěn a v roce 1464 popsán jako pobořený. Z hradu se dochovaly nevelké pozůstatky zdiva v hradním jádře a stopy zemního opevnění, zejména tří rozměrných šíjových příkopů.

## Historie
Doba založení hradu je nejasná. Ladislav Hosák kladl jeho výstavbu do třináctého století, ale begfritová dispozice je typická jak pro třinácté, tak pro čtrnácté století. Přesnější datování vzniku neumožňují ani archeologické nálezy. První písemná zmínka o Pyšolci pochází z roku 1350, kdy Filip mladší z Pernštejna prodal poškozený hrad Ješkovi z Konic a Ješkovi z Kravař. Hrad se v té době nacházel na okraji pernštejnského dominia. Nekvalitní provedení stavby a skutečnost, že jej žádný z pánů z Pernštejna nepoužíval ve svém přídomku naznačuje, že plnil strážní funkci. Ladislav Hosák navíc uvádí, že Filip a Ješek z Konice navíc uzavřeli smlouvu, podle níž v případě úmrtí jednoho z nich připadne panství tomu druhému. Ješek krátce poté zemřel, a hrad proto připadl zpět Filipovi. Podle Miroslava Plačka však noví majitelé Pyšolec do roku 1353 opravili, Ješek z Konice získal podíl Ješka z Kravař a v roce 1353 uzavřel dohodu o vzájemném dědictví s Jimramem z Pernštejna.
Jimram z Pernštejna roku 1358 pyšolecké panství vyměnil s markrabětem Janem Jindřichem za statek v Horních Dunajovicích. Markrabě snad nechal Pyšolec přestavět a po jeho smrti panství zdědil syn Jošt Moravský, který je roku 1384 zastavil Heraltovi z Kunštátu. Po něm hrad v roce 1406 přešel na jeho syna Heralta na Bechyni, který jej zastavil Bludovi z Kralic. Heraltův dědic Boček z Kunštátu panství ze zástavy vyplatil, ale zároveň dlužil 600 kop grošů Janovi mladšímu z Bítova. Ten u soudu v roce 1417 dosáhl exekuce Heraltova majetku, proti níž se postavil Vilém I. z Pernštejna, který od roku 1403 vlastnil část Bystřice nad Pernštejnem a v době držení hradu Bludem z Kralic se pokusil Pyšolec nejspíše neúspěšně dobýt.

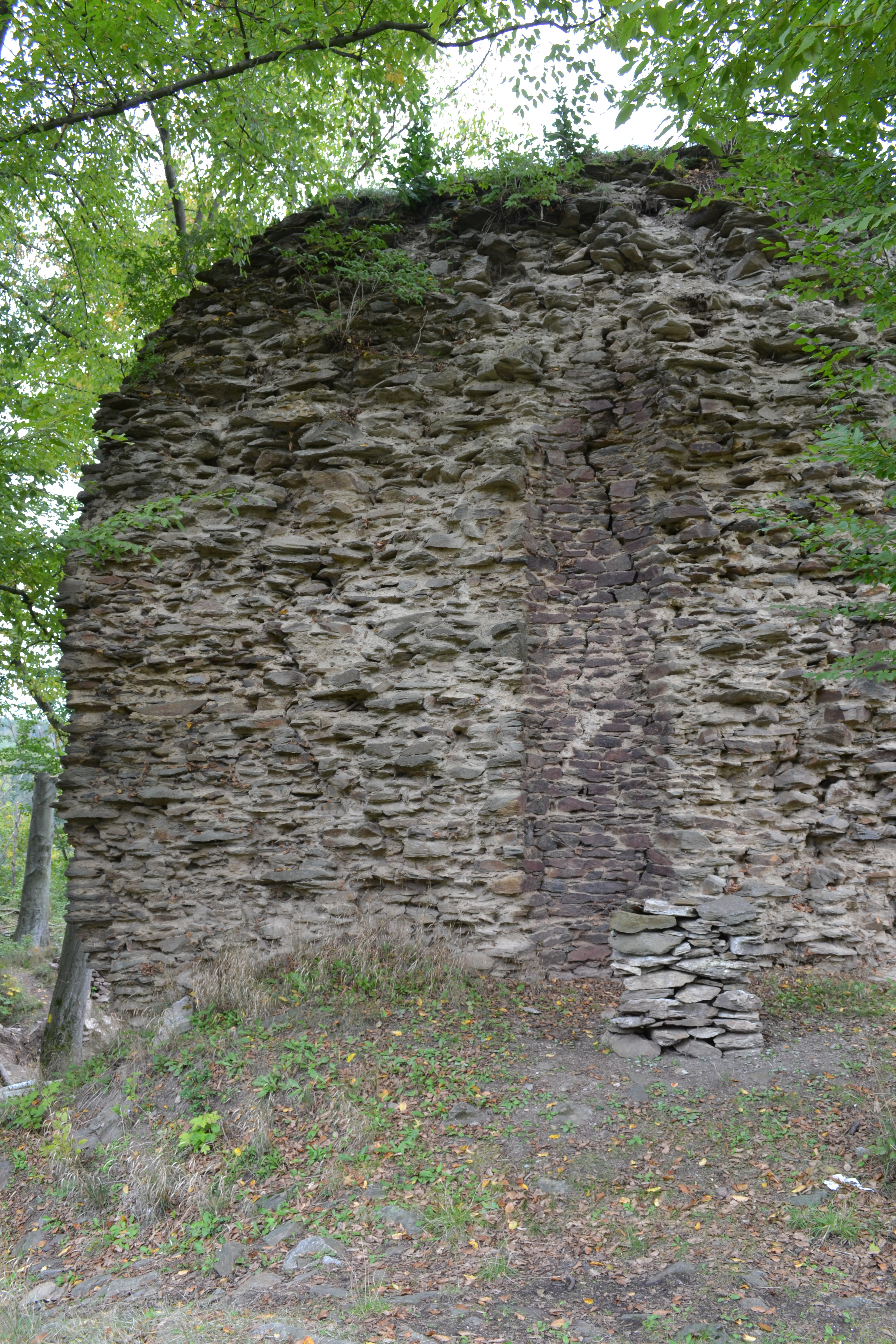
Interiér bergfritu

Roku 1432 Pyšolec patřil markraběti Albrechtovi Habsburskému, který jej spolu se Zubštejnem a částí Bystřice dal do dědičného vlastnictví moravskému hejtmanovi Janovi z Lomnice, od něhož panství v roce 1446 získal Jan II. z Pernštejna. Zápis z roku 1455 uvádí Pyšolec ještě jako hrad, ale zpráva z roku 1464 jej zmiňuje jako zbořený.
V roce 2021 se stala majitelem zříceniny obec Vír.

## Stavební podoba
Hrad na klesající ostrožně se skládal z hradního jádra a dvou předhradí, které od okolního terénu odděluje šíjový příkop. Druhý, dvacet metrů široký a deset metrů hluboký příkop odděluje předhradí od hradního jádra. Předhradí je dlouhé asi šedesát metrů, ale jeho šířka se pohybuje pouze mezi deseti a čtrnácti metry. V jeho čele stávala nejspíše věž s lichoběžníkovým půdorysem. Povrch předhradí je pokryt destrukcí, která dokládá původní kamennou zástavbu. Severozápadní až jihozápadní stranu předhradí lemuje mělký, asi šest metrů široký příkop a val, z něhož na severu u druhého příkopu vybíhá zemní bašta. Podobná bašta se nachází na jižním ukončení příkopu. V místě přerušení valu na jihozápadě se snad nacházel vstup do hradu. Alternativní způsob vedení přístupové cesty snad zahrnoval průchod druhým příkop.
Druhý příkop je až třicet metrů široký a sedmnáct metrů hluboký, a patří tak k největším hradním příkopům na Moravě. Od třetího příkopu jej odděluje skalnatá hráz, na jejíž nevelké vrcholové plošině stávala patrně stavba, která zajišťovala přechod mezi mosty nad druhým a třetím příkopem. Most přes třetí příkop ústil do věžovité brány vysunuté z parkánové hradby obepínající jádro. Hradba zanikla, ale podle stop na dochovaných pilířích bývala 1,3 metru široká a nejméně 3,5 metru vysoká.

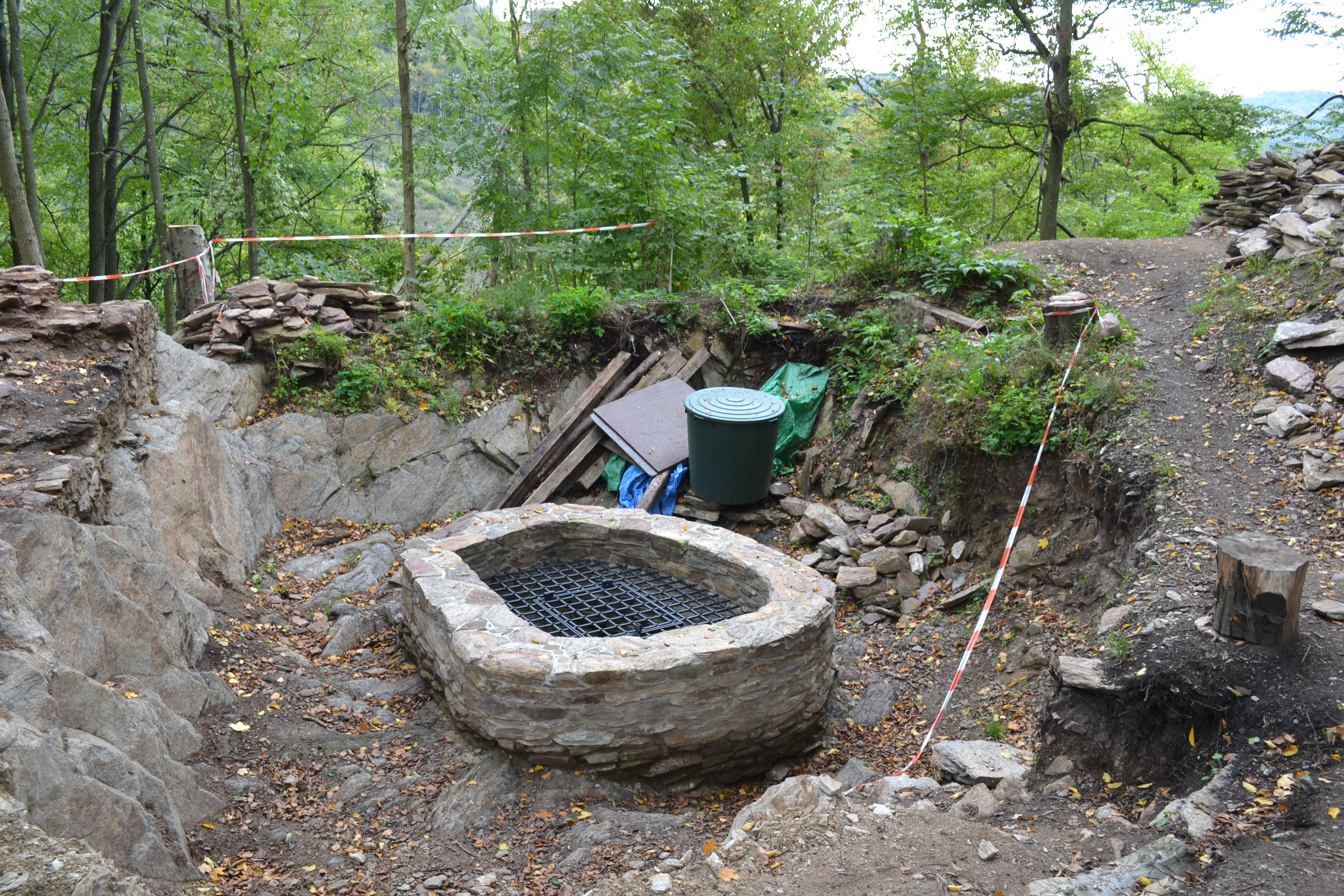
Archeologicky odkrytá studna

Jaroslav Sadílek označil plošinu na vrcholu skalky mezi příkopy za druhé předhradí. Budova na vrcholu podle něj mívala půdorys s rozměry 6 × 6 metrů. Pod severozápadním úbočím jádra se nachází padesát metrů dlouhá a dvanáct metrů široká plošina, lemovaná na vnější straně osm metrů širokým příkopem a nízkým vnějším valem.
Hradní jádro je asi padesát metrů dlouhé a patnáct až dvacet metrů široké. Jeho dominantou je sedm metrů vysoký střep okrouhlého bergfritu, jehož vnější průměr býval 9,5 metru a prostor v suterénu měl šířku pouhých 1,2  metru. Severně od věže se nachází okrouhlá prohlubeň, která je pozůstatkem studny. Za cisternou je patrný nevelký zbytek zdiva paláce. Dochované velké pilíře podpíraly hradbu jádra a byly propojeny s parkánovou hradbou. Jeden z pilířů proto obsahuje pozůstatek 0,8 metru široké branky, která umožňovala pohyb parkánem.

## Vápenická pec
Asi 300 metrů jihozápadně od hradu se dochovaly pozůstatky středověkého vápenické pece, pravděpodobně používané během výstavby hradu. Nepodařilo se však najít žádné artefakty, které by umožnily datování doby provozu zařízení. Pec se nachází na okraji ložiska krystalického vápence (téměř vytěženého), který se zde v prostoru o rozměrech 80 × 20 metrů těžil. Materiál z lomu byl využíván pravděpodobně také na Zubštejně a snad i na Aueršperku. Kamenická a sochařská díla z místního kamene jsou umístěna na Pernštejně nebo v kostele Povýšení svatého Kříže v Doubravníku.
Před archeologickým výzkumem byla z pece patrná jáma s torzem kamenné stěny. Výzkumem byla zjištěna existence dvoukomorové pece s oválně ukončenou zadní stěnou. Dochovaná kamenná zeď bývala čelní stěnou o délce 2,8 metru, šířce jeden metru a výšce dva metry. V sousedství samotné pece jsou patrné dvě jámy po těžbě hlíny používané při vypalování vápna. Kusy přepálené hlíny v okolí dosahují velikosti až dvaceti centimetrů.